# Hongalimutt, Mandya
Hongalimutt là một làng thuộc tehsil Mandya, huyện Mandya, bang Karnataka, Ấn Độ.